# Erdei borkóró
Az erdei borkóró, galamblevelű borkóró vagy begencs (Thalictrum aquilegiifolium) a boglárkafélék családjába tartozó, 0,5-1,5 m magas erdei növény.

## Megjelenése
Az erdei borkóró 50–150 cm magas, lágyszárú, évelő növény. Felálló, a végén elágazó szára finoman bordázott, szőrtelen . Összetett levelei többszörösen szárnyaltak. Az egyes levélkék kerekek vagy tojásdadok, csipkés szélűek, hamvas felszínűek. Hasonlítanak a haranglábak leveleire.
Május-júliusban virágzik. Bugavirágzata a szár végén nyílik. 10–15 mm-es virágai halványlilák, esetleg rózsaszínesek vagy fehérek, a hosszan kinyúló porzók miatt jellegzetes tollpamacs formájuk van. Sziromlevelei nincsenek. 4-5 kis csészelevele zöldeslila, hamar lehullik.
Termése megnyúló, háromszögletű aszmagtermés.
Kromoszómaszáma 2n=14.

## Előfordulása és termőhelye
Európában (Észak-Spanyolországtól Skandináviáig), Oroszország európai részén és Kelet-Ázsiában (Korea, Japán) honos. Magyarországon többek közt a Gödöllői-dombság, a Bodrogköz területén él, valamint a Mátrában is megtalálhatóak állományai.
Lomblevelű erdőkben, bokorerdőkben, erdei útszéleken lehet vele találkozni. A nedves talajt preferálja. Az Alpokban 2300 m-ig is hatol.
Mérgező növény, különösen a gyökere tartalmaz sok méreganyagot. Kertekben, parkokban dísznövényként ültetik.
Magyarországon védett, természetvédelmi értéke 5000 Ft.

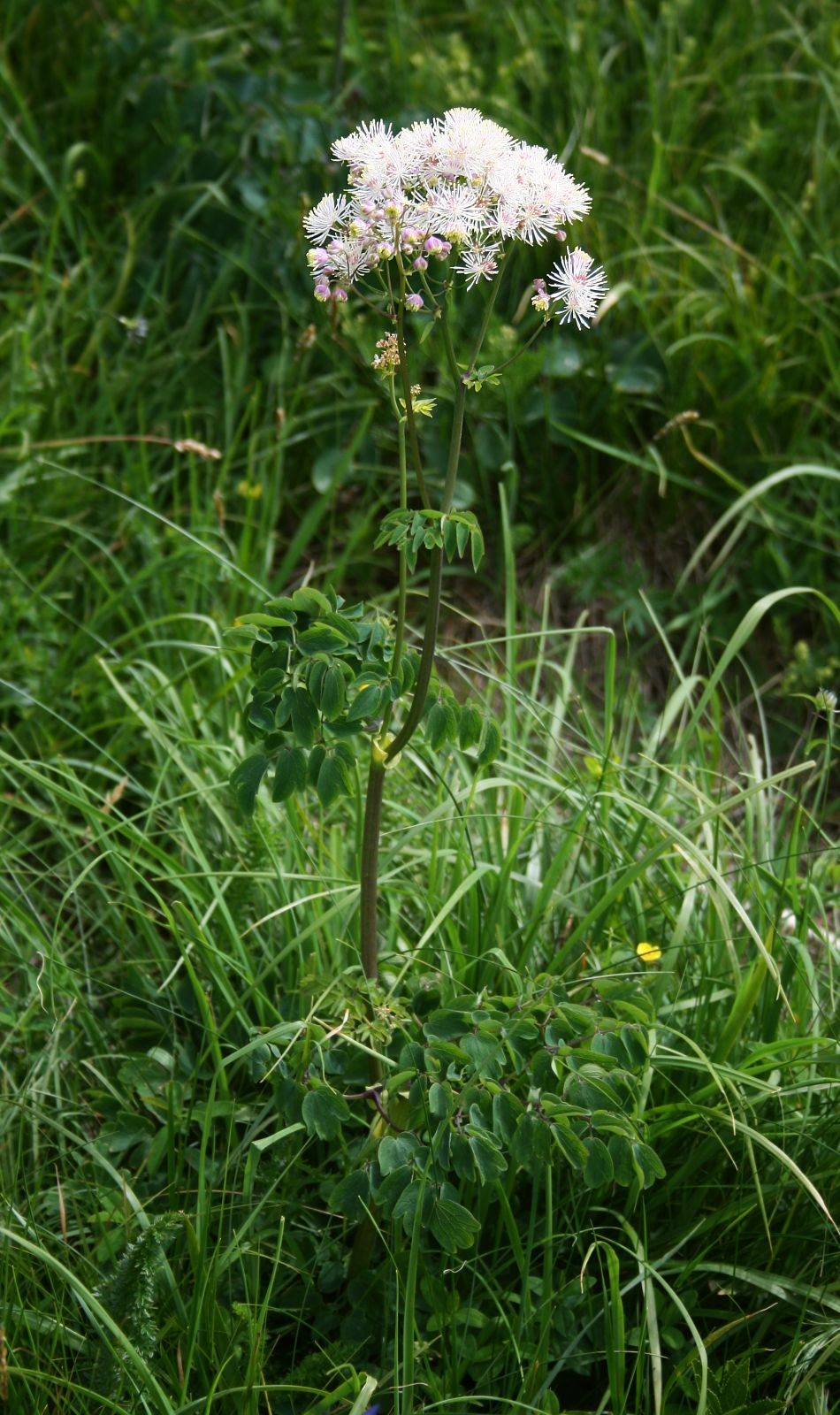
Habitusa
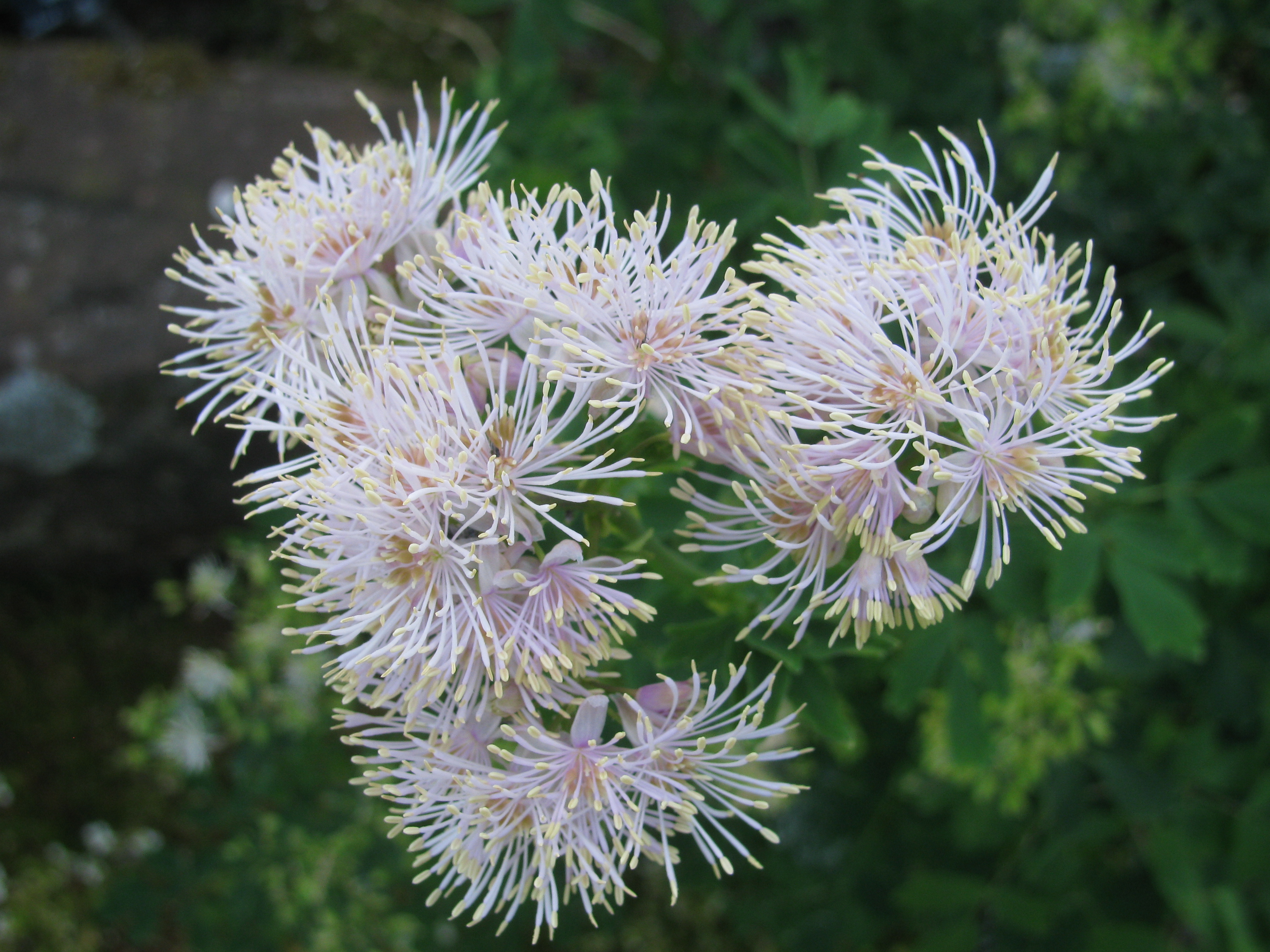
Virága közelről
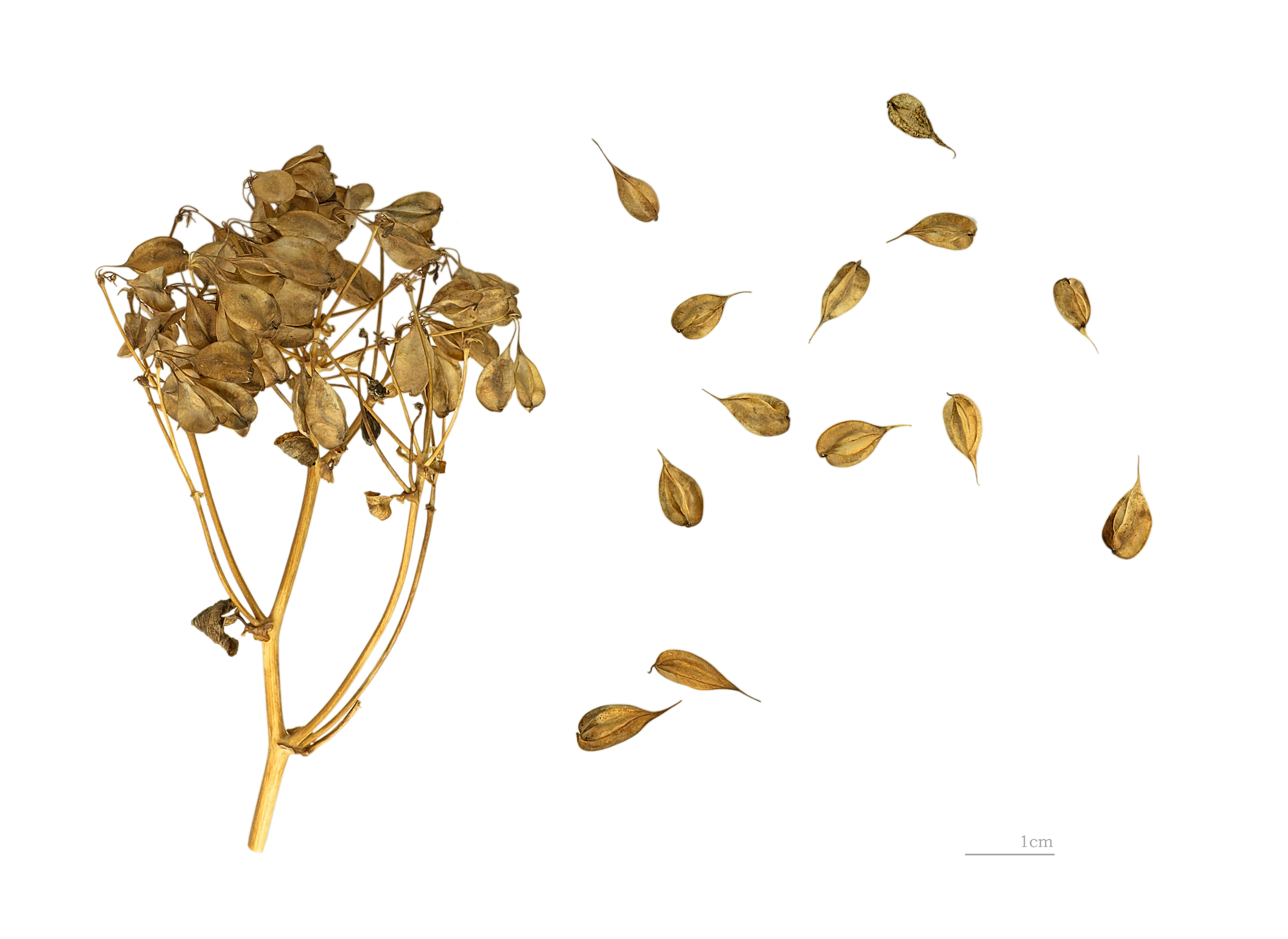
Termése
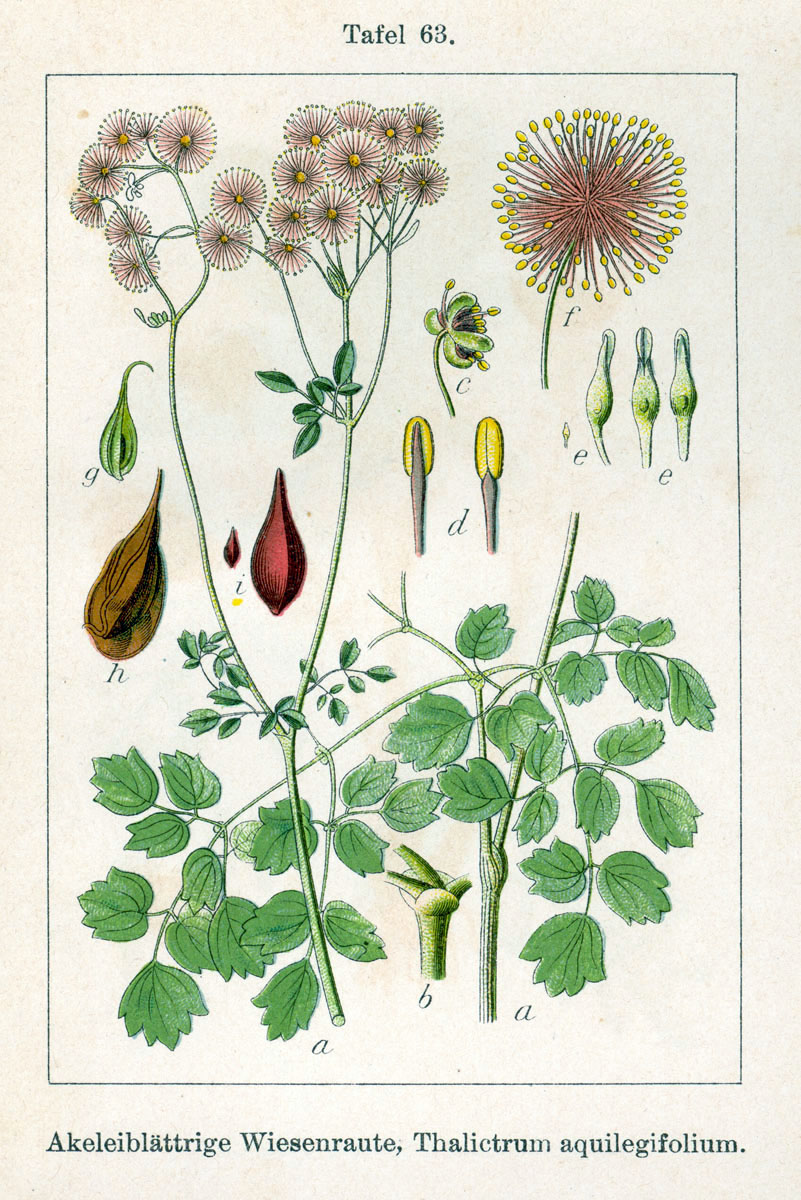
Ábrázolása egy német botanikakönyvben (1796)